# ChocoLe
ChocoLe (チョコレ) est un groupe d'idoles japonaises, formé en septembre 2011, composé de trois membres, sous le label de Watanabe Entertainment. Elles ont toutes les trois été membres du groupe Idoling!!!. ChocoLe vise à être la prochaine génération d'idoles et elles tentent de suivre les traces du célèbre trio Candies, groupe des années 1970.

## Biographie
Après la formation du groupe en septembre 2011, ce dernier réalise son premier single, intitulé Milk to Chocolate, qui sort le 28 décembre (à la même année) et a été choisi comme générique de fin de la série Sket Dance apparue en octobre 2011. Le single atteint la 48e place des classements de l'oricon et y reste pendant une semaine,.
Kaede Hashimoto faisait déjà partie du groupe Idoling!!!, ce n'est qu'un an plus tard, en 2012, que les deux autres membres, Kurumi et Ramu, intègrent à leur tour le même groupe.
Le nom du groupe est en fait une inspiration de la confiserie, notamment le chocolat, étant donné que la leader du groupe, Kaede, a commenté que "le groupe fera tout son maximum pour être aimé par beaucoup de personnes le plus longtemps possible, et de donner de l'énergie à ces dernières, comme le chocolat".
Le groupe sort un deuxième single intitulé Kuchibue Pyuu Pyuu le 16 mai 2012 et atteint la 41e place des classements hebdomadaires de l'Oricon,,,.
En février 2016, le groupe entame un nouveau projet bitter chocolate (ビターチョコレート) avec un nouveau membre Hakura Hashimoto, petite sœur de la leader Keade Hashimoto et également ex-membre d'Idoling!!!. Ce projet s'achève en janvier 2017.

## Membres
- Kaede Hashimoto (橋本 楓?, née le 1er septembre 1997 dans la préfecture de Kanagawa ; leader)
- Kurumi Takahashi (高橋胡桃?, née le 27 mars 1997 à Saitama)
- Ramu Tamagawa (玉川来夢?, née le 30 avril 1997 dans la préfecture de Kanagawa)